# دشمن انسانیت
دشمن انسانیت (به هندی: Insaniyat Ke Dushman) یا دشمن بشریت فیلمی محصول سال ۱۹۸۷ و به کارگردانی راجکومار کوهلی است. در این فیلم بازیگرانی همچون درمندرا، شاتورگان سینها، راج بابار، اسمیتا پاتیل، دیمپل کاپادیا، آنیتا راج، افتخار، قادرخان، شاکتی کاپور، امجد خان ایفای نقش کرده‌اند.